# Jan Schiavo
Jan Schiavo (ur. 8 lipca 1903 jako Giovanni Schiavo w Montecchio Maggiore, zm. 27 stycznia 1967 w Caxias do Sul) – włoski ksiądz, błogosławiony Kościoła katolickiego.

## Biografia
Giovanni Schiavo urodził się 8 lipca 1903 r. jako pierwsze z dziewięciorga dzieci biednego, ale pobożnego Luigi Schiavo i Rosy Fittorelli. Marzył, by wyjechać na misje do Ekwadoru. W 1925 złożył śluby czystości, a dwa lata później w 1927 został wyświęcony na kapłana. Rozpoczął pracę duszpasterską we Włoszech i po czym został wysłany do Brazylii, pracując tam w różnych wspólnotach. Parę godzin przed śmiercią powtarzał: "Mój Jezus - miłosierdzie!", a później: "Ojcze, jestem Twoim synem! Chciałem zawsze pełnić Twoją wolę!". Zmarł 27 stycznia 1967 w szpitalu po ciężkiej chorobie.
Jego proces beatyfikacyjny rozpoczął się w 2001. 1 grudnia 2016 papież Franciszek ogłosił dekret o uznaniu cudu. Jego beatyfikacja odbyła się 28 października 2017 w Caxias do Sul.